# Giovanna Rivero
Giovanna Rivero (sinh năm 1972) là một tiểu thuyết gia và nhà văn viết truyện ngắn người Bolivia. Cô là một trong những nhà văn tiểu thuyết đương đại thành công nhất của Bolivia.

## Tiểu sử
Sinh ra ở Montero, Santa Cruz, Rivero đã được trao giải thưởng văn học thành phố Santa Cruz năm 1997 cho tập truyện ngắn Las bestias (Những con thú). Năm 2005, cô nhận được giải thưởng truyện ngắn Franz Tamayo cho La Dueña de nuestros sueños (Chủ nhân của những giấc mơ của chúng tôi). Năm 2004, cô tham gia Chương trình Viết của Iowa tại Đại học Iowa và năm 2006, cô đã được trao học bổng Fulbright cho phép cô lấy bằng thạc sĩ văn học Mỹ Latinh tại Đại học Florida. Cô tiếp tục nhận bằng tiến sĩ từ trường đại học nói trên vào năm 2014. Năm 2011, cô là một trong 25 tài năng mới của người Mỹ Latinh được Hội chợ sách Guadalajara của Mexico lựa chọn.
Nhận xét về cuốn tiểu thuyết mới nhất của cô, 98 segundos sin sombra (98 giây không có bóng), Fernando Iwasaki của El Mercurio nhận xét: "Giovanna Rivero viết văn xuôi tốt, có thể tạo ra các nhân vật mạnh mẽ. Với [tác phẩm này], cô đã đưa tên mình vào nền văn học Mỹ Latinh. "  Cuốn tiểu thuyết đã được xuất bản bởi nhà xuất bản Tây Ban Nha Caballo de Troya, góp phần vào sự thành công quốc tế ngày càng tăng của Rivero.
Ngoài việc viết tiểu thuyết và truyện ngắn, Rivero là người thường xuyên viết bài cho các tờ báo cấp địa phương và cấp quốc gia. Cô cũng dạy ký hiệu học và báo chí tại Univeridad Privada de Santa Cruz de la Sierra.

## Tác phẩm chọn lọc
- 2001: Las camaleonas, tiểu thuyết
- 2002: La doña de nuestros sueños, truyện thiếu nhi
- 2005: Contraluna, truyện ngắn
- 2006: Sangre dulce, truyện ngắn
- 2009: Tukzon, lịch sử colaterales, tiểu thuyết
- 2009: Niñas y thám tử, truyện ngắn
- 2011: Helena 2022: La vera crónica de un naufragio en el tiempo, tiểu thuyết
- 2014: 98 segundos sin sombra, tiểu thuyết